# 卡尔文·福勒
卡尔文·福勒（英語：Calvin Fowler，1940年2月11日—2013年3月5日），生于宾夕法尼亚州匹兹堡，美国前男子篮球运动员。他曾代表美国获得1968年夏季奥运会篮球比赛男子金牌。他也参加了1967年泛美运动会，同样获得金牌。